# Репное Озеро
Репное Озеро (карел. N′akoilambi) — деревня в составе Ведлозерского сельского поселения Пряжинского национального района Республики Карелия.

## Общие сведения
Расположена вблизи озера Турумюсъярви.

## Население
Численность населения в 1905 году составляла 48 человек.
| 2002 | 2010 | 2013 |
| ---- | ---- | ---- |
| 8    | ↘3   | ↘2   |

## Известные уроженцы
- Александрова А. В. (1906—1989) — депутат Верховного Совета СССР III и IV созывов.